# Sergio Ommel
Sergio Ommel (Den Haag, 2 september 1977) is een voormalige Nederlandse voetballer die voorkeur speelde als aanvaller.

## Carrière
Ommel speelde bij FC Groningen, Telstar, KR Reykjavík, Bristol Rovers FC, APOP Kinyras Peyias FC, Quick Boys, Ter Leede, SV Huizen, FC Lisse en SV ARC.
Ommel zijn eerste club was FC Groningen en hij speelde daar tot met 1999 en daarna ging hij naar Telstar. Op 19 november 2005 scoorde hij 2 doelpunten tegen VV Katwijk waarmee Quick Boys won met 3-4 van Katwijkse Derby. 
Ommel beeindigt zijn voetbalcarrière in 2014 en laatste voetbalclub was SV ARC.